# Krebskorb

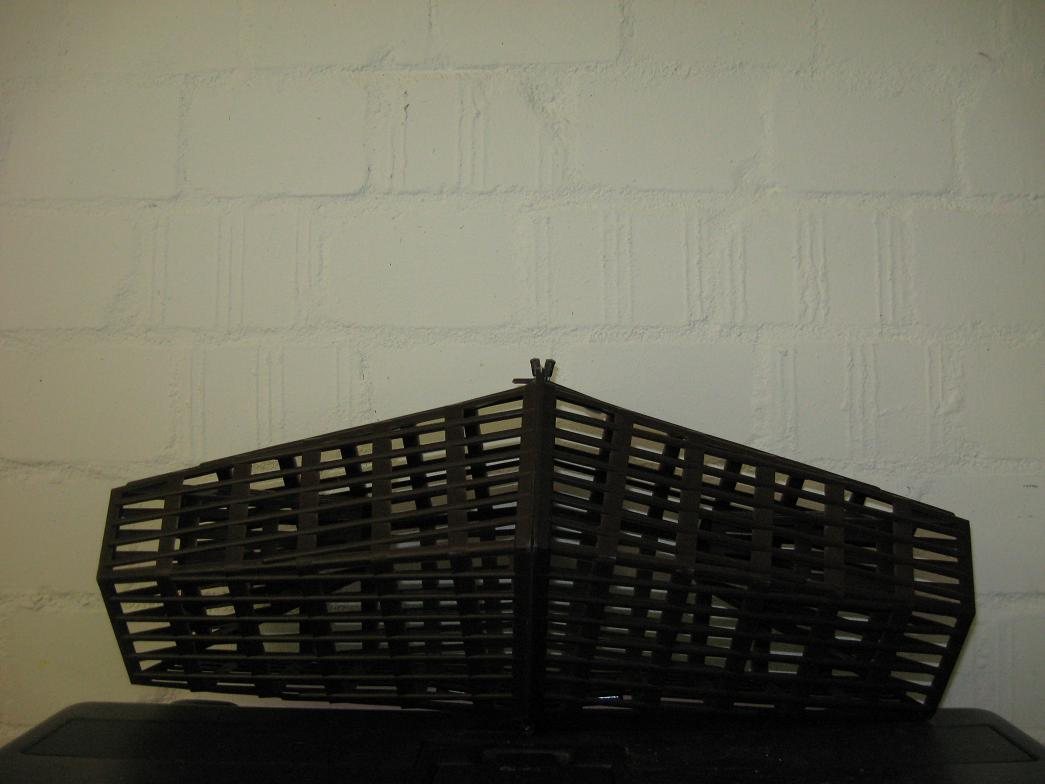
Krebskorb, Typ „Pirat“

Weg des Krebses in den Fangkorb

Der Krebskorb (auch Krebsreuse genannt) ist ein Gerät zum Fang von Flusskrebsen, meist aus Netzmaterial oder Kunststoff. Verwandte Fangemethoden im Salzwasser sind die Hummerfalle oder der Krabbenkorb.
Im Allgemeinen werden heute zwei Formen von Krebskörben verwendet: der Kunststoffkorb und der Netzkorb. Früher waren Krebskörbe aus Weidenruten oder anderen Hölzern üblich. Alle Typen funktionieren nach dem gleichen Prinzip. Im Krebskorb befindet sich in der Regel eine fixierte Ködernadel oder Ködertasche , die mit Ködermaterial (z. B. frische Fisch- oder Fleischabfälle) bestückt ist. Um in den Korb zu gelangen, muss der Flusskrebs zunächst den nach innen trichterförmigen Eingang passieren. Im Inneren der Reuse gefangen, wird er durch die schrägen Flanken des Eingangs an der Flucht gehindert.

## Krebskörbe im Bestandsmanagement
Krebskörbe werden zwar häufig zur Dezimierung gebietsfremder Flusskrebspopulationen (Neobiota) eingesetzt, haben sich aber als selektive Fangmethode nur bedingt bewährt. Durch das Funktionsprinzip des Köders werden überproportional große und männliche Krebse gefangen, die aktiv auf Nahrungssuche sind. Juvenile, halbwüchsige und laichende Weibchen werden nicht oder nur stark unterrepräsentiert gefangen.
Studien und Feldversuche haben gezeigt, dass eine effektive Reduktion oder gar Ausrottung einer etablierten Krebspopulation mit Reusen allein nicht möglich ist. Erfolgversprechend erscheint eine Kombination dieser Fangmethode mit sogenannten „Künstlichen Versteckmöglichkeiten“ (engl. artificial refugee traps, ART).

## Krebsteller
Eine weitere Möglichkeit, Krebse zu fangen, ist der sogenannte Krebsteller, der sehr einfach zu handhaben ist. Der Krebsteller, ein mit Netz oder Draht überzogener Metallring, auf den in der Mitte ein Köder gelegt wird, sinkt auf den Grund des Gewässers. Nach einiger Zeit wird er mit einem Ruck aus dem Wasser gezogen. Das Prinzip ist mit dem der Senke verwandt.